# Schloss Aigen (Atzbach)

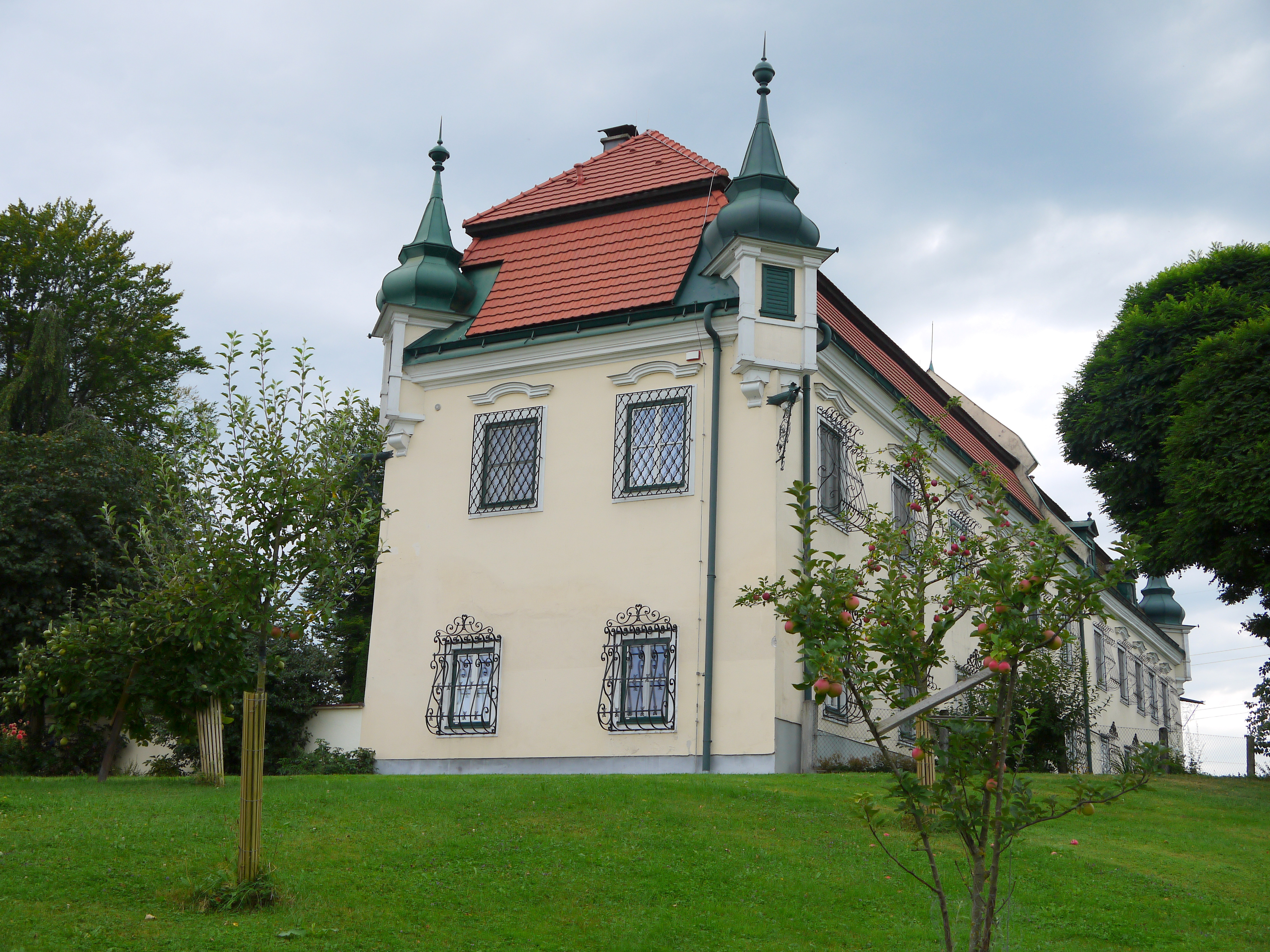
Schloss Aigen, 2012

Das Schloss Aigen steht in der Gemeinde Atzbach im Bezirk Vöcklabruck von Oberösterreich (Atzbach 77) auf einer Höhe von 465 m ü. A.

## Geschichte
Die erste Erwähnung Aigens erfolgte im Jahr 1447 bzw. 1449. Damals war Aigen ein Lehen der Wallseer. Um 1600 wurde die frühere Burg zu dem heutigen Schloss umgebaut. Es war damals im Besitz der Familie der Querrer von Wolfsegg. Um 1750 besaß Mathias Ostermann das Schloss, 1757 folgten Franz von Hausladen und seine Nachkommen.
Weitere Besitzer waren: Karl Pucher (1809), Familie Panholzer (1817–1824), Michael Pühringer, Benedikt Heiliger (1826), Juliane Heiliger (1831), Johann Nepomuk Gaugl (1835), Viktor Dronat (1837), Mathias Lanzentorfer (1838), Leopold Krempl (1849), Carl Hochleitner (1851), Johann Castaldo (1853), Oswald Freiherr von Stenglin (1870), Maria Freein von Spiegelfeld (1872), Josef Lippmann Ritter von Lissingen (1874), Eugenie von Wurzbach-Tannenberg (1902), Franz Schuster (1904), Friedrich Wisse (1910), August Fieger (1914), Heinrich Koran (1917–1938), Clemens Auer, E. Schausberger (1967).
Nach dem Zweiten Weltkrieg wurde Schloss Aigen als deutsches Eigentum beschlagnahmt. Letzter Pächter war von 1947 bis 1949 Arthus Harthauser. Anschließend stand es bis 1967 leer.
Durch kulturelle Veranstaltungen wird das Schloss heute mit Leben erfüllt.

## Beschreibung

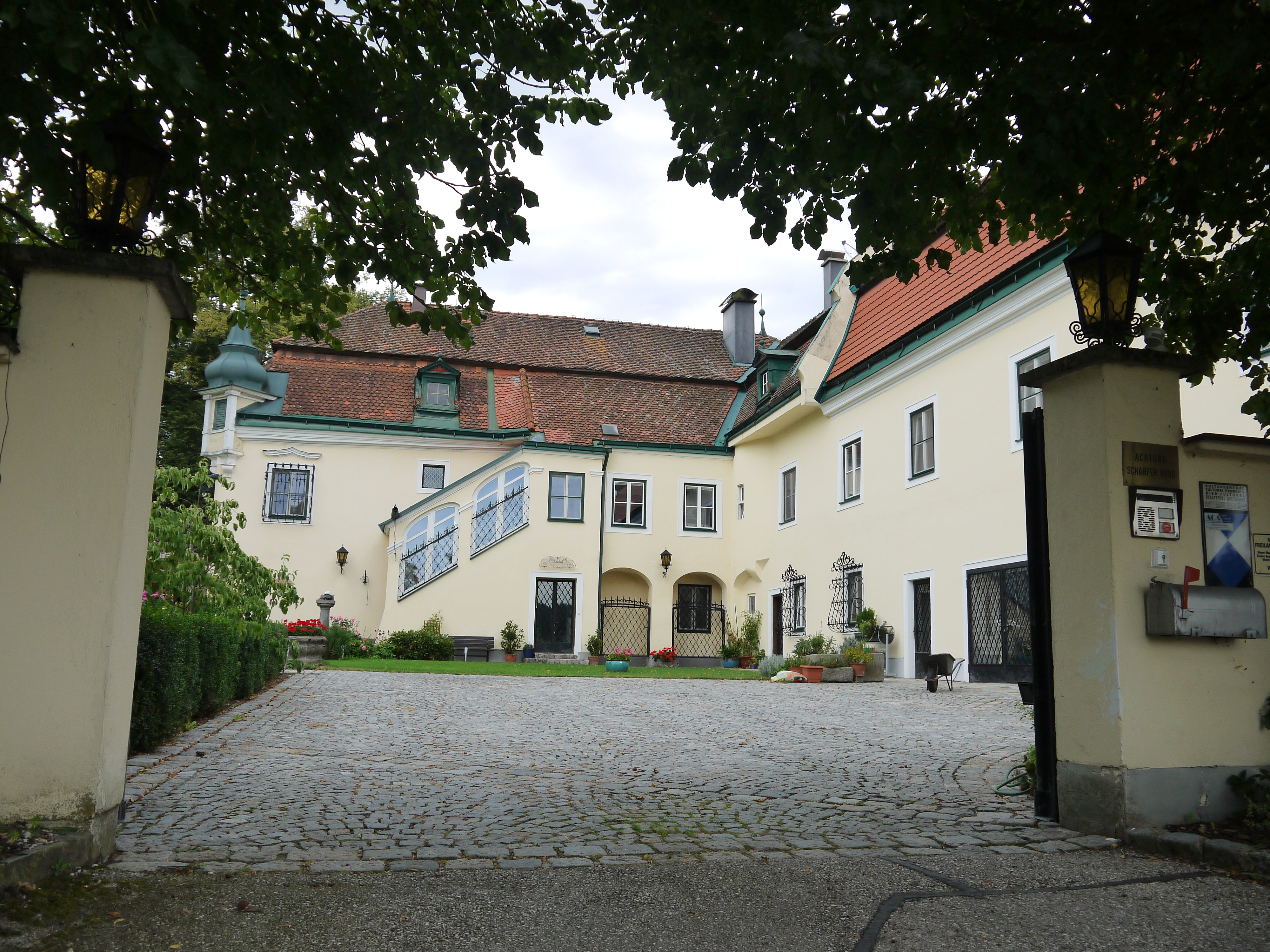
Innenhof von Schloss Aigen

Das Schloss steht in einem Areal, das von einer Steinmauer umschlossen wird. An der Zufahrtsseite ist an der Stelle eines Torbaus ein zweiflügeliges, schmiedeeisernes Gittertor. Das Schloss ist zweigeschoßig und hakenförmig angelegt. Es besitzt ein gebrochenes Mansarddach mit vier auf Konsolen aufsitzenden Ecktürmchen mit ebenfalls gebrochenem Dach und einer Zwiebel, die von einem Knauf gekrönt ist. Die Fenster im Erdgeschoß sind mit schmiedeeisernen Fensterkörben ausgestattet. Im Schlosshof befindet sich ein dreieckiger Wappenstein der Querrer mit der Jahreszahl 1593.
Das Schloss ist häufig umgebaut worden, sein heutiges Aussehen stammt vom Ende des 20. Jahrhunderts. Die früher vorhandene Schlosskapelle steht nicht mehr. Durch die Familie Schausberger ist das Schloss seit den 70er Jahren des vorigen Jahrhunderts grundlegend saniert worden.